# Wolfgang Petrik
Wolfgang Petrik (* 5. Oktober 1948 in Wien; † 31. Jänner 2021) war ein österreichischer Politiker (ÖVP).

## Leben und Karriere
Wolfgang Petrik wurde am 5. Oktober 1948 als Sohn des praktischen Arztes Franz Petrik und dessen Ehefrau Helene in Wien geboren. Hier besuchte er auch die Schule und erwarb nach der Ablegung der Reifeprüfung im Jahre 1967 im Jahre 1970 die Lehrbefähigung für Volksschulen. In weiterer Folge arbeitete er als Volksschullehrer in Gablitz und Lanzendorf und schloss parallel dazu im Jahre 1974 das Studium der Pädagogik und Psychologie an der Universität Wien mit der Promotion zum Dr. phil. ab. Danach wirkte er noch kurzzeitig von 1975 bis 1976 an einem Gymnasium in Mödling, ehe er sich vollends der Kommunalpolitik zuwandte. Daraufhin wurde er hauptamtlicher Mitarbeiter des Generalsekretariats der Österreichischen Volkspartei und war als Junglehrervertreter sowie im Rahmen des Österreichischen Arbeitnehmerinnen- und Arbeitnehmerbunds politisch tätig.
Mit 21. Mai 1979 schaffte er es, nach Ausscheiden seines Parteikollegen Rudolf Zörner, in den Wiener Gemeinderat und Landtag, dem er daraufhin von der 12. bis zur 14. Wahlperiode angehörte. Am 14. November 1986 wurde er Vizepräsident des Stadtschulrates für Wien und übte dies Amt bis zum 27. April 1990 aus. Am 1. August 1989 wurde ihm das Goldene Ehrenzeichen für Verdienste um das Land Wien zuteil, am 24. Oktober 1989 erfolgte die Überreichung dieser Auszeichnung. In einer Kampfabstimmung gegen den Mariahilfer Bezirksvorsteher Kurt Pint setzte sich Petrik im Oktober 1989 bei der Wahl zum Landesparteiobmann der Wiener ÖVP durch. Am 27. April 1990 war er als Stadtrat tätig, jedoch wurde ihm kein Geschäftsbereich zugeteilt. So musste er dieses Amt bereits wieder am 25. November 1990 an seinen designierten und im darauffolgenden Jänner definitiv gewählte Nachfolger an der Wiener Parteispitze, Heinrich Wille, abtreten.
Daraufhin wirkte Petrik ab 26. November 1990 abermals als Abgeordneter zum Wiener Landtag und als Wiener Gemeinderat und fungierte gleichzeitig als Dritter Landtagspräsident. Am 9. Dezember 1991 legte er seine Mandate zurück und schied als Abgeordneter und Dritter Landtagspräsident aus dem Wiener Gemeinderat und Landtag. Nebenbei war er von 21. Oktober 1990 bis 19. Januar 1991, als Nachfolger von Erhard Busek, kurzzeitig Landesparteiobmann der Wiener ÖVP. Vor allem aufgrund sexistischer Äußerungen und wüstem Umgang mit seinen Mitarbeitern zog sich Petrik, zu diesem Zeitpunkt in seinen frühen 40ern befindlich, aus der Politik zurück.
Petriks politische Schwerpunkte lagen in den Bereichen Bildung, Stadtplanung und Wohnbau. In diesem Bereich wirkte er auch nach dem Ende seiner Politikerlaufbahn weiter und war bei einer Wohnbaugesellschaft tätig.
Ein Verwandtschaftsverhältnis zu Eva Petrik, mit der er unter anderem im Wiener Gemeinderat und Landtag zu tun hatte, und deren ebenfalls politisch tätigen Nachfahren ist nicht bekannt.
Zuletzt lebte Petrik im 19. Wiener Gemeindebezirk Döbling. Er wurde am Atzgersdorfer Friedhof bestattet.

## Ehrungen (Auswahl)
- Verleihung des Goldenen Ehrenzeichens für Verdienste um das Land Wien im Jahre 1989